# Defileul Oltului

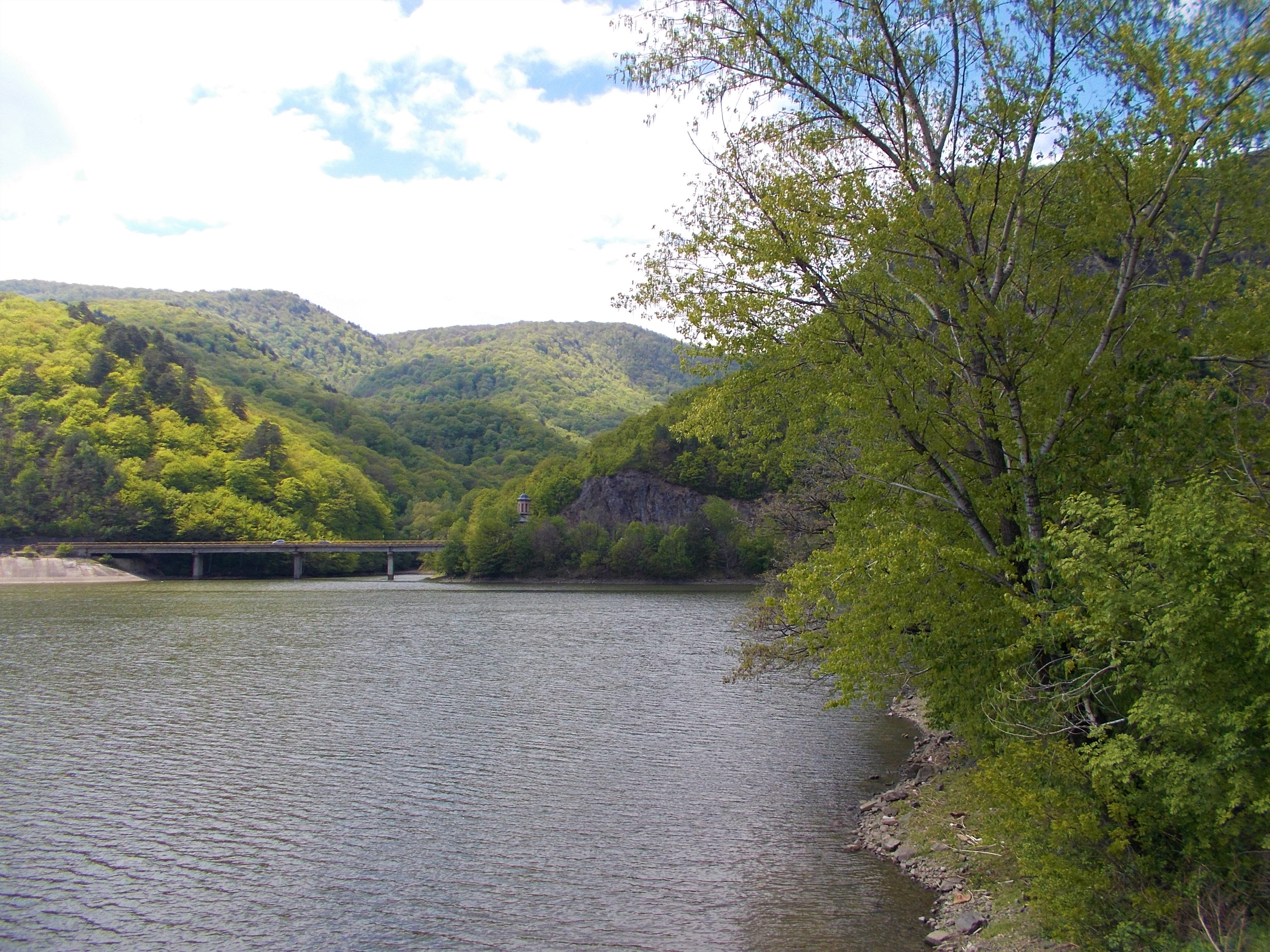
Defileul Oltului la Cozia

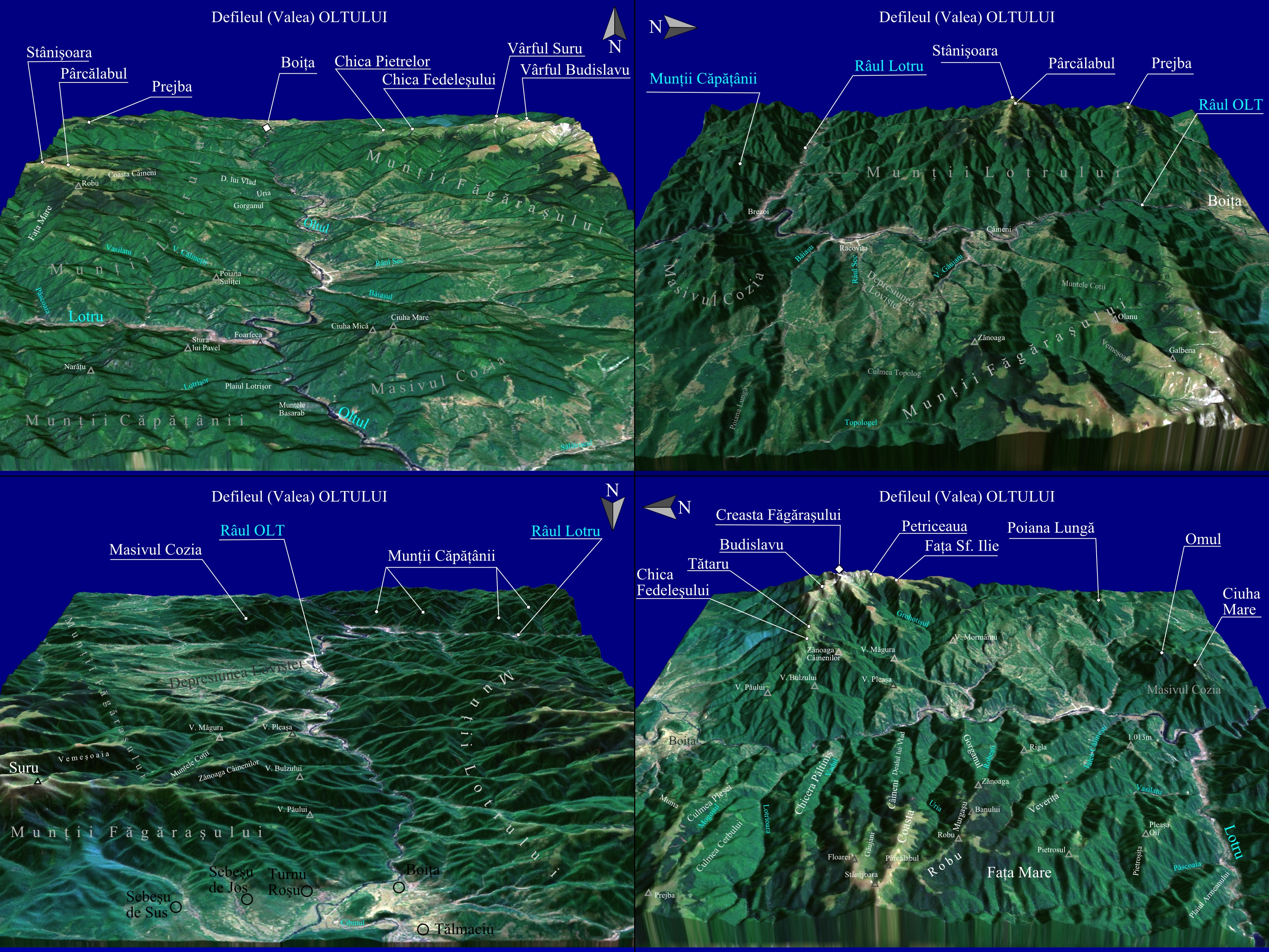
Defileul Oltului

Zbor virtual deasupra Defileului Oltului

Defileul Oltului este un defileu prin care curge râul Olt între Munții Lotrului și Munții Căpățânii – aflați la vest – și rama vestică a Munților Făgărașului și Munții Cozia – aflați la est. 

## Date geografice
Are o lungime de 47 km, fiind astfel cel mai lung defileu din România și, se întinde de la Turnu Roșu la Cozia.

## Repere
Valea Oltului a fost unul dintre drumurile romane cele mai importante din Dacia, cu o dublă funcție – militară-strategică și comercială (lega Transilvania cu Dunărea), ceea ce a impus crearea în zonă a unei unități speciale de poliție cu misiunea de a supraveghea defileul. Aici se găsește cetatea romană de la Arutela. Oltul însuși în aval de defileu constituia o cale de comunicație navigabilă, dublând astfel drumul terestru. Toate acestea au determinat o puternică dezvoltare economică, reflex al unei vieți active în domeniul schimbului comercial și al producției de marfă.

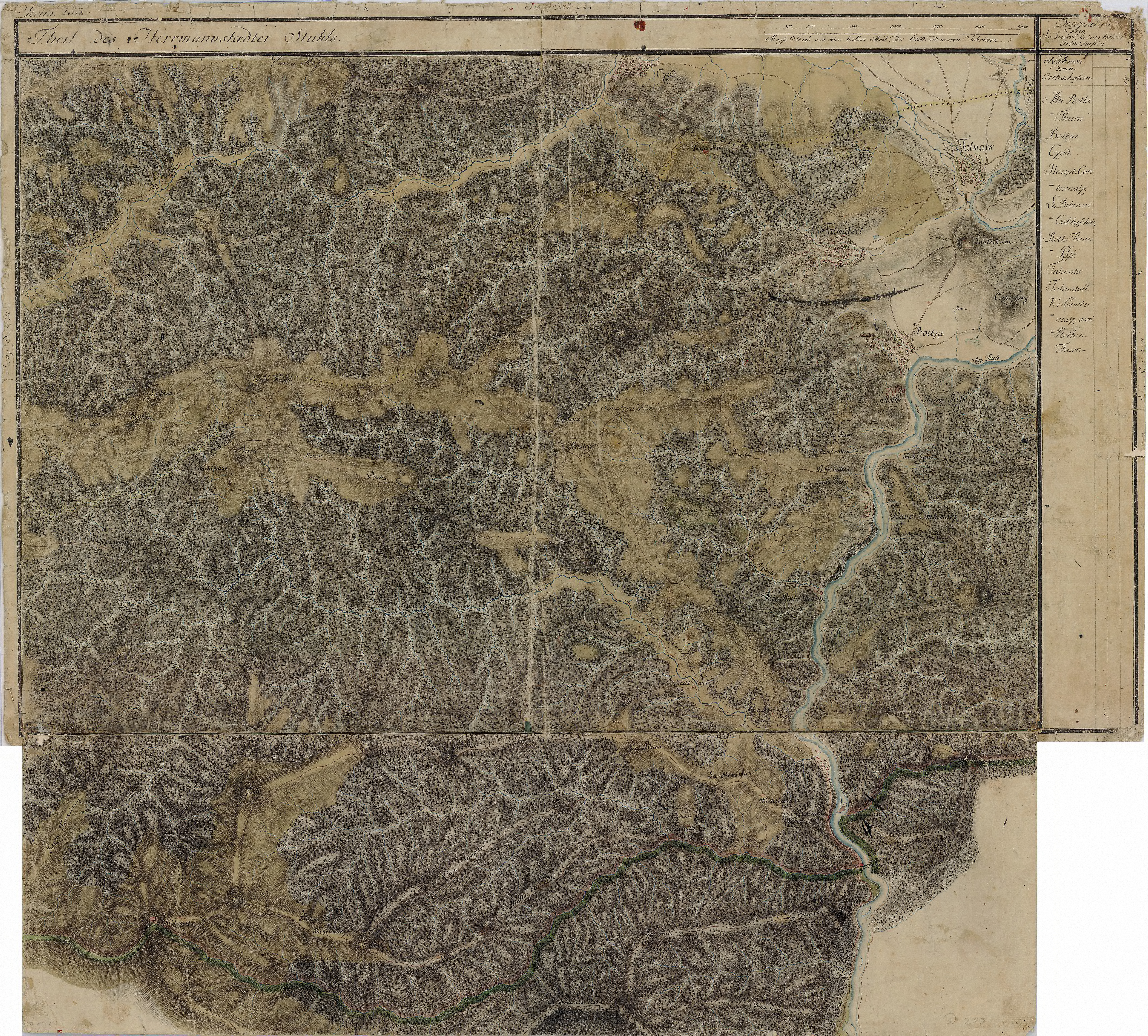
Defileul Oltului în Harta Iosefină a Transilvaniei, 1769-1773

## Literatură suplimentară
- Hazarde, vulnerabilități și riscuri asociate în valea Oltului (sectorul Racoș–Călimănești), Aflat Anca, Teză de Doctorat–Coord. știiințific Prof. Univ. Dr. Petrea Dănuț., Catedra de Geografie Fizică și Tehnică–Facultatea de Geografie–Universitatea Babeș-Bolyai, Cluj, 2012, accesat 2013.11.24